# Viorel Simion
Viorel Simion (* 19. Oktober 1981 in Bukarest) ist ein rumänischer Profiboxer im Federgewicht.

## Karriere
Als Amateur wurde Simion 1997 in Bitola Kadetten-Europameister und 1999 in Rijeka Junioren-Europameister. 2001 gewann er die Spiele der Frankophonie in Ottawa und 2002 eine Bronzemedaille bei den Europameisterschaften in Perm. 2004 erkämpfte er den ersten Platz bei der europäischen Olympiaqualifikation in Göteborg und den zweiten Platz bei den EU-Meisterschaften in Madrid. Er startete anschließend bei den Olympischen Spielen 2004 in Athen, wo er erst im Viertelfinale knapp gegen Jo Seok-hwan mit 36:39 ausschied. Bei den Weltmeisterschaften 2005 in Mianyang gewann er eine Bronzemedaille.
2006 wechselte er ins Profilager und gewann 2008 den Mittelmeertitel der WBC und 2011 den Internationalen Meistertitel der WBC. Seine erste Niederlage erlitt er 2013 in England gegen Lee Selby. Im März 2016 gewann er den Interkontinentalen IBF-Titel im Federgewicht.
Im April 2017 unterlag Simion in London gegen Scott Quigg und im Oktober 2018 in den USA gegen Shakur Stevenson.